# Chondrilla montanusa
Chondrilla montanusa är en svampdjursart som beskrevs av Carballo, Gomez, Cruz-Barraza och Flores-Sanchez 2003. Chondrilla montanusa ingår i släktet Chondrilla och familjen Chondrillidae. Inga underarter finns listade i Catalogue of Life.